# Santana da Vargem
Santana da Vargem là một đô thị thuộc bang Minas Gerais, Brasil. Đô thị này có diện tích 172,729 km², dân số năm 2007 là 7092 người, mật độ 46,4 người/km².